# يانيس هوفمان
يانيس هوفمان (بالألمانية: Jannes Hoffmann)‏ هو لاعب كرة قدم ألماني، ولد في 10 مارس 1996 في Engelskirchen ‏ في ألمانيا. لعب مع نادي نورنبرغ.

## وصلات خارجية
- جانيس هوفمان على موقع قاعدة بيانات كرة القدم.إي يو (الإنجليزية)
- جانيس هوفمان على موقع Soccerway.com (الإنجليزية)
- جانيس هوفمان على موقع عالم كرة القدم.نت (الإنجليزية)